# Saison 2013-2014 du Newcastle United FC
Dernière mise à jour : 25 mai 2014.
Chronologie
Saison précédente Saison suivante
La saison 2013-2014 du Newcastle United Football Club est la cent-vingt-unième saison professionnelle du club et la troisième consécutive en Premier League.
Cette saison, le club dispute le championnat d'Angleterre, la FA Cup et la League Cup.